# Livingston Energy Flight
Livingston Energy Flight – włoska linia lotnicza z siedzibą w Mediolanie. Głównym węzłem jest port lotniczy Mediolan-Malpensa.

## Flota
- 3 x Airbus A321-200
- 3 x Airbus A330-200